# Zeuxine odorata
Zeuxine odorata är en orkidéart som beskrevs av Noriaki Fukuyama. Zeuxine odorata ingår i släktet Zeuxine och familjen orkidéer. Inga underarter finns listade i Catalogue of Life.